# Sally Lindgren
Beda Rosalia Cecilia (Sally) Lindgren, född 29 juli 1876 i Stockholm, död där 8 januari 1964, var en svensk målare.
Hon var dotter till Kungliga lantbruksakademiens experimentalfältkonsult Erik Lindgren och Fredrika Torstenson. Lindgren studerade konst för Johan och Stina Tirén och under en vistelse i Paris 1931. Separat ställde hon ut i Stockholm 1941. Hennes konst består av gatumotiv och landskapsmålningar i akvarell. Hon var under en period verksam med kopieringsmålning vid Nationalmuseum. 